# 三ヶ日町農業協同組合
三ヶ日町農業協同組合（みっかびちょうのうぎょうきょうどうくみあい）は、静岡県浜松市浜名区に本所を置く農業協同組合。

## 概要
当農協の生産販売額の全体の85％は、三ヶ日町の特産品である三ヶ日みかんが占めている。
冬に収穫した三ヶ日みかんを活用したオリジナル商品として、ジュース、スイーツ、サイダーなどを販売する。

## 管轄地域
- 浜松市浜名区三ヶ日町

## 事業内容
- 組合員相談事業
- 金融事業
- 共済事業
- 指導事業
- 販売事業
- 生活事業
- 三農サービス（株）
- （株）アグリサポートみっかび

## 管内の主な産物
- 温州ミカン（三ヶ日みかん）
- 牛枝肉（JAみっかび牛）
- 豚枝肉（三ヶ日ポーク）
- 洋ラン
- メロン
- ユーカリ

## 主な施設
- 生活館（旅行・葬祭・住設）
- オートパーク（自動車販売・車検・点検・修理等）
- 農機センター（農機具）
- 特産センター（特産物・土産）